# ナルコス
『ナルコス』(Narcos)はアメリカ合衆国で製作されたドラマシリーズである。ネットフリックス制作のオリジナルドラマで、コロンビアでアメリカ合衆国に麻薬を供給する麻薬組織とアメリカから派遣された麻薬取締捜査官達の戦いを実話に基づいて描く。スティーブ・マーフィーもハビエル・ペーニャも実在の人物である。本国では2015年8月28日より配信が開始され、日本では2015年9月1日から配信が開始された。シーズン2は、2016年9月2日に配信された。2016年9月6日、シーズン3および4の製作が発表された。シーズン3は2017年9月1日に配信された。2018年7月、ナルコスはシーズン3をもって終わり、シーズン4は新たなシリーズ『ナルコス:メキシコ編』("Narcos:Mexico")のシーズン1として始まることが発表された。
スペイン語圏が舞台のためスペイン語が使われる場面が非常に多いことが特徴。

## あらすじ
1980年代以降、アメリカは麻薬問題に悩まされ、麻薬取締局(通称DEA)は要員を南米の生産国に送り込み、現地の当局と協力して解決を試みる。だが現地の政府・軍・警察は麻薬組織と結びついていることが多く、取り締まりは困難を極める。

### シーズン1
コロンビアで麻薬密売組織「メデジン・カルテル」を創設したパブロ・エスコバルは麻薬によって莫大な富を築きあげ権力を掌握しようと試みる。
シーズン1は1970年代後半から1992年の7月までのパブロ・エスコバルの人生を追う。ドラマはこの期間にコロンビアで起きた主な出来事とエスコバルとの関係を、コロンビアに駐在するDEAのスティーブ・マーフィーの目を通して描く。シリーズ冒頭で、エスコバルはコロンビアのコカイン取引に手を染める。追放されたチリ人の化学者であるモレノと出会い、エスコバルが販売を担当することで二人はコカインの事業を始める。事業はやがてモレノの小さな工場の製造能力を超えることとなり、レインフォーレストに工場を建て、マイアミに運んで売ることになる。アメリカでのコカインの売り上げが爆発的に増えるにつれて、コカインによる暴力事件が急増する。1991年、問題を解決するため、アメリカ政府はDEAから特命チームをコロンビアに送り込む。スティーブ・マーフィーはスペイン語に堪能なハビエル・ペーニャとチームを組み、コロンビア政府の法律執行組織と共同してアメリカへのコカイン流入を阻止しようとする。シリーズ最後、パブロは自らのために作った刑務所ラ・カテドラルから別の刑務所へと移送される際に逃げ出す。

### シーズン2
シーズン2はシーズン1の直後から始まり、コロンビアを舞台とし、引き続きマーフィーとペーニャを中心としたアメリカ人とコロンビア人からなる麻薬取締チームとエスコバルの戦いを描く。刑務所を脱走したエスコバルは特捜隊から逃れて隠れ住む。一方アメリカ政府は打倒エスコバルを目的として新しい大使をコロンビアに送り、更にCIAが作戦に参加する。一方ペーニャはひそかにエスコバルの組織、メテジン・カルテルと競合する麻薬組織カリ・カルテルと協力する。その後カリ・カルテルを始めとしたパブロへの復讐を目的とした人物達は、反エスコバルを掲げた組織、ロス・ペペスを作り、エスコバルは部下や友人たちを次々と殺される事となる。エスコバルはロス・ペペスらから家族を国外に逃がすことに失敗し、爆破テロを起こして国民の怒りを買う。誰からも擁護されなくなり、今まで共に戦ってきた部下達も全て失い、追い詰められたエスコバルは、愛する家族と無線で通話をするが、マーフィーらに傍受され、隠れ家が突き止められて特捜隊に包囲され、逃亡を謀って射殺される。そして、カリ・カルテルとの関係を疑われアメリカへ召還されたペーニャは、政府によりカリ・カルテルについての情報提供を求められる。

### シーズン3
コロンビアでのメデジン・カルテルの崩壊により、ヒルベルトとミゲルのロドリゲス兄弟が率いるカリ・カルテルがアメリカで急速に勢力を伸ばす。ペーニャはDEAのチームを率いてカリ・カルテルを次の標的とする。標的となったことを知ったヒルベルトは幹部を集め、半年後に麻薬から手を引くと発表する。癒着した政府と交渉し、最小限の処罰と引き換えに膨大な財産は保持しようとする。だがヒルベルトが逮捕されると、弟のミゲルは警備責任者コルドバとその妻ソフィア及び賄賂で買収していた警察のカルデロン大尉の粛清をした。後に公のサルサパーティでライバル組織である"バジェ北部"にミゲルが殺されそうになった。また、ミゲルが銃撃されたのと同時に、当初はカリ・カルテルの協力者だったメキシコの麻薬組織の指導者であるアマド・カリージョ・フェンテスは、バジェ北部の提案に合意し、メキシコに居たカリ・カルテルの幹部パチョと彼の弟を裏切り銃撃し、弟は重傷を負う。それらの事件がきっかけでミゲルは兄のヒルベルトに反対されながらもバジェ北部との激しい抗争を始める。新警備責任者のホルヘは、自分とその家族がコルドバとその妻と同様に粛清されるのではないかと思い、DEAに内通し、ミゲルの逮捕を助ける。残りのカルテル幹部は寛大な処置を期待して自首する。コロンビア大統領までがカリ・カルテルの献金を受け取って癒着し、カルテル幹部はすぐに出所できることが確実となる。だがDEAチームはホルヘの助力で会計責任者のパロマリの身柄を確保してカルテルの実態を明らかにし、ペーニャはカルテルとコロンビア政府が癒着していたこと、アメリカ政府がそれを黙認していたことを証言する。コロンビア政治は大混乱となり、ロドリゲス兄弟はアメリカに移送され、残りの幹部は"バジェ北部"などに殺され、カリ・カルテルは壊滅する。ホルヘはアメリカ国内の証人保護プログラムの下で逼塞する。ペーニャはDEAを辞職するが、次にメキシコでの仕事を提案される。
なお、シーズン3で、ペーニャがカリ・カルテルの取り締まりに従事したのはフィクションであり、現実のペーニャはこの時期にはコロンビアを離れている。

### シーズン4 (新シリーズ)
当初予定されていたシーズン4は『ナルコス:メキシコ編』("Narcos:Mexico")と改題され、新シリーズのシーズン1となった。キャストを一新し舞台をコロンビアからメキシコに移し、時代を1980年代前半にさかのぼり、当時メキシコ・グアダラハラ市に拠点を置き、アメリカにヘロインやマリファナを密輸していたグアダラハラ・カルテル、さらにシナロア・カルテル、カリフォルニア州と接するティフアナ・カルテル、テキサス州と接するフアレス・カルテルなどが抗争を繰り広げ、メキシコ政府やDEAと闘ったメキシコ麻薬戦争を描く。コロンビアのメデジン・カルテルやカリ・カルテルの登場人物も出演する。

## キャスト

### アメリカ人
- スティーヴ・マーフィー
  - 演 - ボイド・ホルブルック、日本語吹替 - 小川輝晃
  - DEA（麻薬取締局）捜査官。シーズン1-2の主人公であり物語の語り手。元々はマイアミ勤務だったが、麻薬流通の出所を突き止めるためにコロンビアへ赴任する。(シーズン1-2)
- ハビエル・ペーニャ
  - 演 - ペドロ・パスカル、日本語吹替 - 鶴岡聡
  - ヒスパニック系でスペイン語に堪能なDEA捜査官。シーズン1-2ではコロンビアでのマーフィーの相棒、女好きだが人情に厚く情報提供者の出所をもらさない等口は堅い。シーズン3では主人公兼語り手となる。(シーズン1-3)
- コニー・マーフィー
  - 演 - ジョアンナ・クリスティ（英語版）、日本語吹替 - 山像かおり
  - マーフィーの妻。看護師。(シーズン1-2)
- ヌーナン大使
  - 演 - ダニエル・ケネディ、日本語吹替 - 滝沢ロコ
  - アメリカのコロンビア大使(シーズン1)
- ルイス・"ルー"・ワイセッション少佐
  - 演 - パトリック・セント・エスプリト（英語版）
  - 共産主義者と戦うアメリカ海兵隊員(シーズン1-2)
- アーサー・クロスビー大使
  - 演 - ブレット・カレン
  - アメリカのコロンビア大使でヌーナンの後任。
  - 海軍出身。(シーズン2-3)
- クラウディア・メッシーナ
  - 演 - フロレンシア・ロザーノ（英語版）
  - マーフィー、ペーニャが所属する、DEA（麻薬取締局）の上司。(シーズン2)
- ビル・シュテックナー
  - 演 - エリック・ラング（英語版）
  - CIAコロンビア支局長。(シーズン2-3)
- クリス・ファイストル
  - 演 - マイケル・スタール＝デイヴィッド（英語版）
  - 新人のDEA捜査官。ペーニャの指示でカリに行く。(シーズン3)
- ダニエル・ヴァンネス
  - 演 - マット・ウィーラン（英語版）
  - クリスの相棒。チリに派遣された事がある。(シーズン3)
- ダフィー捜査官
  - 演 - シェー・ウィガム、日本語吹替 - こばたけまさふみ
  - DEA捜査官。コロンビア政府に許可を取らず捜査を行い、アメリカに帰還させられる。(シーズン3)
- バリー・シール
  - 演 - ディラン・ブルーノ
  - アメリカ人パイロット。TWAのパイロットからCIAに転身し、メデジン・カルテルの指示で大量のコカインをルイジアナ州に密輸する運び屋。

### コロンビア人
- オラシオ・カリージョ
  - 演 - モーリス・コンプト（英語版）、日本語吹替 - 小林親弘
  - コロンビア国家警察大佐。パブロを追い詰める為に結成された特捜隊の隊長。パブロを倒す為には手段を選ばない。(シーズン1-2)
- トゥルヒージョ
  - 演 - ホルヘ・モンテロッサ（スペイン語版）
  - カリージョの部下のコロンビア国家警察の警察官。
  - 家族や同僚をカルテルに殺害されており、復讐を誓っている。(シーズン1-3)
- ウーゴ・マルティネス
  - 演 - フアン・パブロ・シュク（英語版）
  - コロンビア国家警察大佐。特捜隊指揮官カリージョの後任。(シーズン2-3)
- エリサ・アルバロ
  - 演 - アナ・デ・ラ・レゲラ、日本語吹替 - 行成とあ
  - コロンビアの過激派組織「M-19」のメンバー
  - コニーの勤める病院で看護師をしている。(シーズン1)
- セサル・ガビリア
  - 演 - ラウル・メンデス（英語版）、日本語吹替 - 川島得愛
  - 大統領候補ガランの補佐官のちに大統領。
- エドゥアルド・サンドバル
  - 演 - マノロ・カルドナ（英語版）、日本語吹替 - 烏丸祐一
  - ガビリアを補佐する副大臣。パブロが死んでコロンビアが平和になる事を願っている。
- ルイス・カルロス・ガラン・サルミエント
  - 演 - フアン・パブロ・エスピノサ（英語版）
  - 大統領選挙の最中にボゴタ近郊を遊説中、メデジン・カルテルのシカリオにマシンガンなどで銃撃され射殺される。(シーズン1)
- アナ・ガビリア
  - 演 - ベラ・メルカード
  - セサルの妻。(シーズン1)
- ソブリーノ
  - 演 - サルバドール・デル・ソラール（スペイン語版）
  - コニーの勤める病院の牧師。(シーズン1)
- マリッツァ・リンコン
  - 演 - マルティナ・ガルシア（スペイン語版）
  - リモンの幼馴染。(シーズン2)
- カルロス・カスターニョ
  - 演 - マウリシオ・メヒア（スペイン語版）
  - コロンビアの準軍事組織「AUC」を率いる兄弟の弟。過去、父親をゲリラに殺害されたことから、ゲリラ容疑者を容赦なく殺害する。
  - 自警団「ロス・ペペス」を統率し、メデジン・カルテルを追い詰める。(シーズン2)
- フィデル・カスターニョ
  - 演 - グスタボ・アンガリータ・ジュニア（スペイン語版）
  - コロンビアの準軍事組織「AUC」を率いる兄弟の兄。弟と同様、「ロス・ペペス」を統率する。(シーズン2)
- ホルヘ・"ナベガンテ"・バスケス
  - 演 - フアン・セバスティアン・カレロ（英語版）
  - カルテルを渡り歩く残忍かつ凶暴なシカリオ。シーズン3ではカリカルテルに所属していた。激高しない、子分を使わない、カルテルに身を置きつつも薬物に関係しないなど、他のシカリオとはかなり異質な描かれ方をしている。(シーズン1-3)

### メデジン・カルテル
- パブロ・エスコバル
  - 演 - ヴァグネル・モウラ、日本語吹替 - なし
  - コロンビア最大の麻薬密売組織「メデジン・カルテル」を創設し、「麻薬王」として世界中に悪名を轟かせる。世界最大の麻薬消費国であるアメリカをはじめ世界中でコカインを密売し世界有数の大富豪の一人に上りつめる。(シーズン1-2)
- タタ・エスコバル
  - 演 - パウリナ・ガイタン（英語版）
  - パブロの妻。(シーズン1-2)
- エルミルダ・ガビリア
  - 演 - パウリナ・ガルシア（英語版）
  - パブロの母親。(シーズン1-2)
- グスタボ・ガビリア
  - 演 - フアン・パブロ・ラバ（英語版）
  - パブロの従兄弟であり、メデジン・カルテルの財務責任者であり、組織の頭脳。(シーズン1)
- ロベルト・"ポイズン"・ラモス
  - 演 - ホルヘ・A・ヒメネス
  - メデジン・カルテルのシカリオ。命令には忠実だが残忍な性格で罪に対する罪悪感は無に等しく、当たり前のように人を殺害する。(シーズン2)
- ダンデニー・"ラ・キカ"・ムニョス・モスケラ
  - 演 - ディエゴ・カターニョ（フランス語版）
  - メデジン・カルテルのシカリオ。(シーズン1-2)
- ジョン・"リモン"・ブルゴス
  - 演 - レイナール・ゴメス（スペイン語版）
  - ラ・キカの友人でタクシー運転手。後にメデジン・カルテルのシカリオになる。(シーズン2)
- ベラスコ
  - 演 - アレハンドロ・ブイトラゴ
  - パブロの側近。(シーズン1-2)
- ネルソン・"ブラッキー"・エルナンデス
  - 演 - フリアン・ディアス
  - パブロの部下。複数のテロ事件に関わる。(シーズン1-2)
- リオン
  - 演 - ジョン・マイケル・エッカー（英語版）
  - パブロの部下で、コカインの運び屋。パブロからマイアミでのビジネスを任されている。
- リカルド・プリスコ
  - 演 - フェデリコ・リベラ（スペイン語版）
  - パブロの部下。医師免許を持つ。
- ホセ・ロハス
  - 演 - カルロス・マリーニョ（スペイン語版）
  - パブロの部下。
- バレリア・ベレス
  - 演 - ステファニー・シグマン（英語版）
  - ジャーナリストでパブロの愛人。(シーズン1-2)
- フェルナンド・ドゥケ
  - 演 - ブルーノ・ビチル（英語版）
  - パブロの弁護士。(シーズン1-2)
- ジュディ・モンカダ
  - 演 - クリスティーナ・ウマーニャ（英語版）
  - かつてはメデジン・カルテルの一員。エスコバルに夫を殺されたのちはカリ・カルテルおよび自警団ロス・ペペスと組んでパブロに敵対する。(シーズン1-2)
- ゴンサロ・ロドリゲス・ガチャ
  - 演 - ルイス・ガスマン
  - コロンビアの麻薬密売人でカウボーイハットを被っている。凶暴な性格で例えパートナーだとしても始末するなど悪名高い人物。カリージョの同僚や警察関係者を大勢殺害している。(シーズン1)

### カリ・カルテル
- ヒルベルト・ロドリゲス
  - 演 - ダミアン・アルカザール
  - カリ・カルテルの指導者。パブロのライバル。(シーズン2-3)
- ミゲル・ロドリゲス
  - 演 - フランシスコ・デニス（英語版）
  - ヒルベルトの弟でカリ・カルテルのナンバー2。(シーズン2-3)
- パチョ・エレラ
  - 演 - アルベルト・アンマン（英語版）
  - カリ・カルテルの流通と警備担当幹部で同性愛者。 (シーズン1-3)
- アルバロ・エレラ
  - 演 - Edgar Prada
  - パチョの弟
- ホルヘ・サルセド
  - 演 - マティアス・バレラ（英語版）
  - 警備責任者。(シーズン3)
- ギジェルモ・パロマーリ
  - 演 - ハビエル・カマラ
  - 会計責任者。(シーズン3)
- チェペ・サンタクルス・ロンドーニョ
  - 演 - ペピ・ハパゾティ（ポルトガル語版）
  - NY担当の幹部。(シーズン3)
- ダビド・ロドリゲス
  - 演 - アルトゥーロ・カストロ（英語版）
  - ミゲルの息子。ホルヘと警備責任者の座を争う。(シーズン3)
- フランクリン・フラド
  - 演 - ミゲル・アンヘル・シルベストレ（英語版）
  - 資金洗浄に関わる銀行家。(シーズン3)
- クリスティーナ・フラド
  - 演 - ケリー・ビシェ
  - フランクリンのアメリカ人の妻。 (シーズン3)

### フアレス・カルテル
- アマド・カリージョ・フエンテス
  - 演 - ホセ・マリア・ヤスピク（英語版）
  - 空の王者と呼ばれるメキシコの麻薬王。悪名高きフアレス・カルテルのリーダー

## エピソード一覧

### シーズン1 （2015年）
| 通算 | 話数 | タイトル                                            | 監督               | 脚本                                             | 配信日 (米国) |
| ---- | ---- | --------------------------------------------------- | ------------------ | ------------------------------------------------ | ------------- |
| 1    | 1    | "奈落の底へ" "Descenso"                             | ジョゼ・パジーリャ | クリス・ブランカトー, Carlo Bernard & ダグ・ミロ | 2015年8月28日 |
| 2    | 2    | "シモン・ボリバルの剣" "The Sword of Simón Bolivar" | ジョゼ・パジーリャ | クリス・ブランカトー                             | 2015年8月28日 |
| 3    | 3    | "永遠の権力者たち" "The Men of Always"              | ギレルモ・ナヴァロ | Dana Calvo                                       | 2015年8月28日 |
| 4    | 4    | "炎に包まれた正義宮殿" "The Palace in Flames"       | ギレルモ・ナヴァロ | クリス・ブランカトー                             | 2015年8月28日 |
| 5    | 5    | "未来は必ず訪れる" "There Will Be a Future"         | Andi Baiz          | Dana Ledoux Miller                               | 2015年8月28日 |
| 6    | 6    | "名うての爆弾技師" "Explosivos"                     | Andi Baiz          | Andy Black                                       | 2015年8月28日 |
| 7    | 7    | "血の涙を流して" "You Will Cry Tears of Blood"      | Fernando Coimbra   | Dana Calvo & Zach Calig                          | 2015年8月28日 |
| 8    | 8    | "ラ・グラン・メンティラ" "La Gran Mentira"          | Fernando Coimbra   | Allison Abner                                    | 2015年8月28日 |
| 9    | 9    | "クラブ・メデジン" "La Catedral"                    | Andi Baiz          | Nick Schenk & クリス・ブランカトー               | 2015年8月28日 |
| 10   | 10   | "いざ、旅立たん" "Despegue"                         | Andi Baiz          | Nick Schenk & クリス・ブランカトー               | 2015年8月28日 |

### シーズン2 （2016年）
| 通算 | 話数 | タイトル                                       | 監督            | 脚本 | 配信日       |
| ---- | ---- | ---------------------------------------------- | --------------- | --- | ------------ |
| 11   | 1    | "自由の身" "Free at Last"                      | Gerardo Naranjo | Adam Fierro | 2016年9月2日 |
| 12   | 2    | "カンバラッチェ" "Cambalache"                  | Gerardo Naranjo | Zachary Reiter                                                                                                 | 2016年9月2日 |
| 13   | 3    | "マドリッドからの帰還者" "Our Man in Madrid"   | Andrés Baiz     | Zachary Reiter and Steve Lightfoot                                                                             | 2016年9月2日 |
| 14   | 4    | "地獄の決斗" "The Good, the Bad, and the Dead" | Andrés Baiz     | Teleplay: Zachary Reiter and Carlo Bernard & ダグ・ミロ Story: T.J. Brady & Rasheed Newson and Steve Lightfoot | 2016年9月2日 |
| 15   | 5    | "敵はただ一人" "The Enemies of My Enemy"       | Josef Wladyka   | Teleplay: T.J. Brady & Rasheed Newson and Carlo Bernard & ダグ・ミロ Story: T.J. Brady & Rasheed Newson        | 2016年9月2日 |
| 16   | 6    | "ロス・ペペス" "Los Pepes"                     | Josef Wladyka   | Julie Siege | 2016年9月2日 |
| 17   | 7    | "1993年ドイツへ" "Deutschland 93"              | Josef Wladyka   | Carlo Bernand and ダグ・ミロ                                                                                   | 2016年9月2日 |
| 18   | 8    | "メデジンをあとにして" "Exit El Patrón"        | Gerardo Naranjo | Teleplay: Gideon Yago & Curtis Gwinn Story: Gideon Yago                                                        | 2016年9月2日 |
| 19   | 9    | "我が農場" "Nuestra Finca"                     | Andrés Baiz     | Julie Siege & Clayton Trussell                                                                                 | 2016年9月2日 |
| 20   | 10   | "最期の時" "Al Fin Cayó!"                      | Andrés Baiz     | Carlo Bernard & ダグ・ミロ                                                                                     | 2016年9月2日 |

### シーズン3 （2017年）
| 通算 話数 | シーズン 話数 | タイトル                                          | 監督             | 脚本                                      | 公開日       |
| --------- | ------------- | ------------------------------------------------- | ---------------- | ----------------------------------------- | ------------ |
| 21        | 1             | "カリの紳士たち" "The Kingpin Strategy"           | Andrés Baiz      | Carlo Bernard & ダグ・ミロ & Eric Newman  | 2017年9月1日 |
| 22        | 2             | "カリのKGB" "The Cali KGB"                        | Andrés Baiz      | Carlo Bernard & ダグ・ミロ & Eric Newman  | 2017年9月1日 |
| 23        | 3             | "資金洗浄ルート" "Follow the Money"               | Gabriel Ripstein | David Matthews                            | 2017年9月1日 |
| 24        | 4             | "チェックメイト" "Checkmate"                      | Gabriel Ripstein | Andy Black                                | 2017年9月1日 |
| 25        | 5             | "駆け引き" "MRO"                                  | Josef Wladyka    | Ashley Lyle & Bart Nickerson              | 2017年9月1日 |
| 26        | 6             | "万全の策" "Best Laid Plans"                      | Josef Wladyka    | Jason George                              | 2017年9月1日 |
| 27        | 7             | "出口なし" "Sin Salida"                           | Fernando Coimbra | Santa Sierra & Clayton Trussell           | 2017年9月1日 |
| 28        | 8             | "共存" "Convivir"                                 | Fernando Coimbra | Andy Black                                | 2017年9月1日 |
| 29        | 9             | "大統領の買収" "Todos Los Hombres del Presidente" | Andrés Baiz      | Jason George & Carlo Bernard & ダグ・ミロ | 2017年9月1日 |
| 30        | 10            | "再びカリへ" "Going Back to Cali"                 | Andrés Baiz      | Carlo Bernard & ダグ・ミロ                | 2017年9月1日 |

## その他
- シーズン2の終盤、エスコバルを倒しアメリカのバーでそのニュースを観ている2人の老人は、スティーヴ・マーフィーとハビエル・ペーニャ本人である。
- シーズン2の終盤、パブロが射殺されるシーンを製作するにあたり、パブロ・エスコバルが実際に射殺された場所で撮影した。

## 各国での放送
Netflixで配信される日本語版についてはACクリエイトが製作し、打越領一が演出、翻訳は子安則子、中沢志乃、橋本真砂子がつとめている。

## 受賞
| 年   | テレビドラマ賞                 | 賞                         | 対象               | 結果       |
| ---- | ------------------------------ | -------------------------- | ------------------ | ---------- |
| 2016 | 第73回ゴールデングローブ賞     | 主演男優賞（ドラマ部門）   | ヴァグネル・モウラ | ノミネート |
| 2016 | 第68回プライムタイム・エミー賞 | メインタイトル・デザイン賞 |                    | ノミネート |
| 2016 | 第68回プライムタイム・エミー賞 | 主題歌賞                   | Rodrigo Amarante   | ノミネート |
| 2016 | 第68回プライムタイム・エミー賞 | 編集賞ドラマシリーズ部門   | Leo Trombetta      | ノミネート |